# 位相的エントロピー
位相的エントロピー（いそうてきエントロピー、英: topological entropy）とは、力学系の不変量であり、アドラー=クロンハイム=マカンドルーが1965年に導入した。

## 開被覆による定義
アドラー=クロンハイム=マカンドルーによるコンパクト離散力学系に対する位相的エントロピーの定義を与える。
{\displaystyle (X,f)}をコンパクト離散力学系とせよ。
すなわち、{\displaystyle X}はコンパクト位相空間であり、{\displaystyle f\colon X\to X}は連続写像である。
まずは準備として、開被覆についての記号を導入する。
{\displaystyle \alpha }と{\displaystyle \beta }を{\displaystyle X}の開被覆とせよ。
このとき、{\displaystyle \alpha }と{\displaystyle \beta }の共通細分{\displaystyle \alpha \vee \beta }を
{\displaystyle \alpha \vee \beta :=\{A\cap B\mid A\in \alpha ,B\in \beta \}}
により定義する。
また、
{\displaystyle f^{-1}(\alpha ):=\{f^{-1}(A)\mid A\in \alpha \}}
も{\displaystyle X}の開被覆である。
さて、位相的エントロピーを定義しよう。
{\displaystyle \alpha }を{\displaystyle X}の開被覆とせよ。
{\displaystyle \alpha }の有限部分被覆の濃度の最小値を、{\displaystyle N(\alpha )}とする。
このとき、開被覆{\displaystyle \alpha }のエントロピーを
{\displaystyle H(\alpha ):=\log _{2}N(\alpha )}
により定義する。
また、極限
{\displaystyle \lim _{n\to \infty }{\frac {1}{n}}H(\alpha \vee f^{-1}(\alpha )\vee \cdots \vee f^{-(n-1)}(\alpha ))}
は常に存在する。
この極限値を開被覆{\displaystyle \alpha }に関する連続写像{\displaystyle f}のエントロピーと呼び、{\displaystyle h(f,\alpha )}と表す。
このとき、コンパクト離散力学系{\displaystyle (X,f)}の位相的エントロピー{\displaystyle h(f)}を
{\displaystyle h(f):=\sup _{\alpha }h(f,\alpha )}
により定義する。
ただし、上限は開被覆の全体で考える。